# Te Rerepahupahu Falls
Die Te Rerepahupahu Falls  sind ein Wasserfall im Waitaanga Forest in der Region Manawatū-Whanganui auf der Nordinsel Neuseelands. Südwestlich der Ortschaft Ohura liegt er im Lauf des Waitaanga Stream, eines Nebenflusses des Tāngarākau River. Seine Fallhöhe beträgt rund 60 Meter.
Vom Ende der Waitanga South Road führt ein 10 km langer Wanderweg in einer 4½-stündigen Wanderung zum Wasserfall.